# John Nicholsons unglückselige Abenteuer
John Nicholsons unglückselige Abenteuer (engl. The Misadventures of John Nicholson. A Christmas Story) ist eine Weihnachtsgeschichte des schottischen Schriftstellers Robert Louis Stevenson aus dem Jahr 1887.

## Inhalt
Der zirka 19-jährige unansehnliche John Nicholson – die Schulkameraden nannten und nennen ihn Dickerchen – arbeitet im Edinburgher Büro seines früh verwitweten Vaters als Schreiber. Die Unglücksserie beginnt an einem Sonnabend. John soll 400 Pfund vom Büro auf eine der Edinburgher Banken tragen. Unterwegs sucht er seinen Freund Alan in einem Billardzimmer auf. Als John die Bank endlich erreicht, hat sie geschlossen. Unvorsichtig und leichtsinnig behält John die Banknoten am Mann, geht abends aus und wird prompt auf dem nächtlichen Heimwege ausgeraubt. Überstürzt verlässt John das Vaterhaus und geht über Glasgow nach Kalifornien. Daheim lässt der Ausreißer außer dem Vater zwei Geschwister im Stich – die zwei Jahre jüngere Maria und den acht Jahre jüngeren Alexander. Flora Mackenzie, ein Mädchen mit blauen Hochlandaugen, war in Edinburgh seine Freundin gewesen. Johns Vater und Hauptmann Mackenzie hätten die Verbindung wohl gern gesehen. Flora war dem Jungen überlegen gewesen. Aber die vielen Seufzer des anschmiegsamen Mädchens waren von freundlichen, verstohlenen Blicken und leichtem Lachen wettgemacht worden.
Nach zehn Jahren Arbeit als Buchhalter einer Bank in San Francisco ist John in den Staaten nebenbei angeblich reich geworden und will dem Vater zu Weihnachten die 400 Pfund zurückbringen. Der Flüchtling hatte in all den Jahren nie nach Hause geschrieben. Der Vater glaubt ihn tot. Als John in Schottland landet, wird er bereits in Edinburgh von der kalifornischen Polizei als Bankräuber gesucht. Der Vater hat die angeblich geraubte Summe Geldes bereits vor der Landung des verlorenen Sohnes anstandslos bezahlt und wirft den Ankömmling am Weihnachtstag aus dem Hause. Wo soll John die Heilige Nacht verbringen? Mit dem schweren Koffer begibt sich der Unglückliche zu seinem alten Freund Alan und findet dort trotz anfänglichen Widerstandes des wunderlichen Junggesellen im abgelegenen Edinburgher Stadtteil Murrayfield Unterschlupf. Am Morgen des 1. Weihnachtstages ist Alan spurlos verschwunden. Die Leiche eines unbekannten bejahrten Mannes  mit strengem Gesicht liegt in der Wohnung herum. John besudelt sich die Beinkleider mit dem Blute des Toten und muss die Hosen wechseln. Auf der Flucht aus Alans Hause kann John – der meint, ihm drohe der Galgen – den Droschkenkutscher, der ihn von früher wiedererkennt, kaum bezahlen. Die Brieftasche hat er in seiner verschmutzten Hose neben der Leiche liegengelassen.
John kehrt nach stundenlangem Umherirren in Edinburgh in das väterliche Haus zurück. Was bleibt ihm des Nachts anders übrig? Am Esstisch verzehrt eine fremde Nonne seelenruhig ihre Mahlzeit. Die Nonne ist in Wahrheit Flora – jetzt Krankenschwester. Die noch Unverheiratete pflegt gerade Johns kranke Schwester Maria. Alexander hilft dem in die Klemme geratenen Bruder nach Kräften.
Das oben angekündigte Happy End grenzt an Klamauk: Flora – sachlich in jeder Lebenslage – greift beherzt ein; versöhnt Vater und Sohn. Dafür wird das Fräulein im darauffolgenden April Johns Frau. Sie hat den Gatten – zum Beispiel die Anzahl der täglich erlaubten Zigarren betreffend – als gestandene Krankenschwester, bei Edinburgher Ärzten für kompliziertere Pflegefälle mit Vorliebe eingesetzt, fest im Griff.
Die Bezichtigung als kalifornischer Bankräuber war eines der vielen, hier nicht besprochenen Missgeschicke Johns gewesen. Vertrauensselig hatte er einem betrügerischen kalifornischen Kollegen Gelder der Bank, bei der er angestellt war, anvertraut. Und der Tote im Hause des Schulfreundes war einer von Alans widerborstigen Pächtern gewesen. Alan hatte den Mann im Streit umgebracht und war dafür ins Irrenhaus eingewiesen worden.

## Form
Ein anonymer Ich-Erzähler hat Johns Pechsträhne mit Happy End notiert; spricht von „unserem armen Helden“ und dessen „unverdienten Mißgeschicken“. Er beschreibt seinen Helden als nicht sparsam, heiter, ordnungsliebend und auf seine Gesundheit bedacht.

## Rezeption
- Während Stevenson anno 1879  in Die Geschichte einer Lüge die Spannungen zwischen ihm und seinem puritanischen Vater direkter thematisiert, treten sie hier Jahre später hinter einem nachsichtig-heiteren Plauderton zu Tage.[3]
- Poschmann[4] geht auf einen Aspekt der „rechten Lebensbewährung“ ein. Einerseits greift der auf „gutbürgerliches Ansehen“ bedachte Vater forsch ein, wenn John von der schiefen Bahn gezogen werden muss, doch andererseits kommt John auch dank der eigenen „natürlichen, selbstverständlichen Rechtschaffenheit“ wieder ins Lot.

## Deutschsprachige Literatur

### Ausgaben
- Robert Louis Stevenson: John Nicholsons unglückselige Abenteuer. S. 203–279. (Übersetzerin: Barbara Cramer) in Robert Louis Stevenson: Das rätselvolle Leben. Meistererzählungen (Des Sire de Malétroit Tür. Markheim. Olalla. Der seltsame Fall Dr. Jekyll und Mr. Hyde. Die krumme Janet. John Nicholsons unglückselige Abenteuer. Will von der Mühle. Der Pavillon auf den Dünen). Nachwort von Karl-Heinz Wirzberger. Dieterich’sche Verlagsbuchhandlung, Leipzig 1953, 400 Seiten.[A 2]
- Robert Louis Stevenson: Der Pavillon in den Dünen. John Nicholson, der Pechvogel. Illustriert von Werner Ruhner. Übersetzer: Rudolf Köster (Pavillon) und Günter Löffler. Nachwort: Henri Poschmann. Verlag Neues Leben, Berlin 1965.

### Sekundärliteratur
- Michael Reinbold: Robert Louis Stevenson. Rowohlt, Reinbek 1995, ISBN 3-499-50488-X.